# Martin A. Morrison
Martin Andrew Morrison, född 15 april 1862 i Frankfort i Indiana, död 9 juli 1944 i Abingdon i Virginia, var en amerikansk demokratisk politiker. Han var ledamot av USA:s representanthus 1909–1917.
Morrison utexaminerades 1883 från Butler College, studerade juridik vid University of Virginia och inledde 1886 sin karriär som advokat i Frankfort i Indiana. År 1909 efterträdde han Charles B. Landis som kongressledamot och efterträddes 1917 av Fred S. Purnell. Morrison avled 1944 och gravsattes på Bunnell Cemetery i Frankfort i Indiana.